# Bilabialer Klick
Ein bilabialer Klick ist ein Schnalzlaut.
Der Laut entsteht dadurch, dass im Mund eine orale Kammer gebildet wird: Mit Zungenrücken am Velum und Lippen wird jeweils ein Verschluss gebildet (Siehe: Verschlusslaut). Durch Lösen des primären (bilabialen) Verschlusses strömt Luft in den Mundraum vor dem velaren Verschluss. So entsteht ein Geräusch, das im ǃXóõ als Phonem benutzt wird. Schnalzlaute zählen zu den ingressiven Lauten.
Bilabiale Klicks werden manchmal fälschlicherweise mit Luftküssen gleichgesetzt. Allerdings werden bei besagten Lauten – im Gegensatz zu Küssen – die Lippen nicht geschürzt und sie klingen eher wie ein Schmatzen.
Das IPA-Zeichen ähnelt einem eingekreistem Punkt, kann jedoch auch leicht oval dargestellt werden.